# Colpodium fibrosum
Colpodium fibrosum là một loài thực vật có hoa trong họ Hòa thảo. Loài này được Trautv. mô tả khoa học đầu tiên năm 1873.